# Primera batalla de Bedríacum
La Primera batalla de Bedríacum va ser un enfrontament armat entre les tropes de l'emperador Marc Salvi Otó i Aule Vitel·li, que en sortí vencedor. La batalla va tenir lloc l'any 69, conegut com l'any dels quatre emperadors, a prop del poble de Bedríacum (actualment Calvatone), a uns 35 kilòmetres de Cremona, en el nord d'Itàlia.

## Antecedents
L'Imperi Romà, després del suïcidi forçat de Neró, es va veure arrossegat a un període de forta inestabilitat política i guerres civils que van portar al tron fins a quatre diferents emperadors en un any: Galba, Marc Salvi Otó, Aule Vitel·li i finalment Vespasià.
Marc Salvi Otó, amb el suport i ajuda de la Guàrdia Pretoriana, va fer assassinar al seu predecessor Galba i va reclamar ell mateix el tron imperial. Malgrat tot, el legat Vitel·li, governador de la província de la Germània Inferior també s'havia proclamat emperador un mes abans i ja marxava amb les seves tropes cap a Roma. Les forces de Vitel·li estaven dividides en dos exèrcits; el primer comandat per Aule Cecina Aliè i l'altre per Fabi Valent. Entre les tropes destacava la Legió XXI Rapax, la Legió V Alaudae i altres contingents d'altres legions estacionades al Rin, juntament amb un contingent d'auxiliars batavis, amb un total d'uns 70.000 homes.

## Moviment de tropes
Les tropes de Cecina van creuar els Alps i van entrar al nord d'Itàlia. Van atacar Placentia però les forces lleials a Otó els van rebutjar, així que van caure sobre Cremona per esperar a Fabi Valent.
Per la seva part, Otó va sortir de Roma el 14 de març per dirigir-se al nord i enfrontar-se a l'enemic, deixant al seu germà Luci Salvi Otó Titià al càrrec de la capital de l'Imperi. Les seves tropes incloïen la Legió I Adiutrix, Legió XIII Gèmina, la Guàrdia Pretoriana i un contingent de gladiadors. Entre la seva plana major hi havia generals de la talla de Suetoni Paulí, qui vuit anys abans havia esclafat la Revolta de Boudica com a governador de Britànnia, però Otó finalment va decidir cridar al seu germà Luci i li va donar el càrrec de comandant en cap.
Abans de l'arribada de Luci Salvi Otó, Cecina va intentar parar-li una emboscada a la Via Postúmia, entre Cremona i Bedríacum, però Suetoni Paulí va conèixer les intencions de Cecina i s'hi va enfrontar, obligant-lo a retirar-se de nou a Cremona. En aquesta ciutat estant, Cecina es va reunir finalment amb Fabi Valent, que havia pres una ruta més llarga a través de la Gàl·lia.

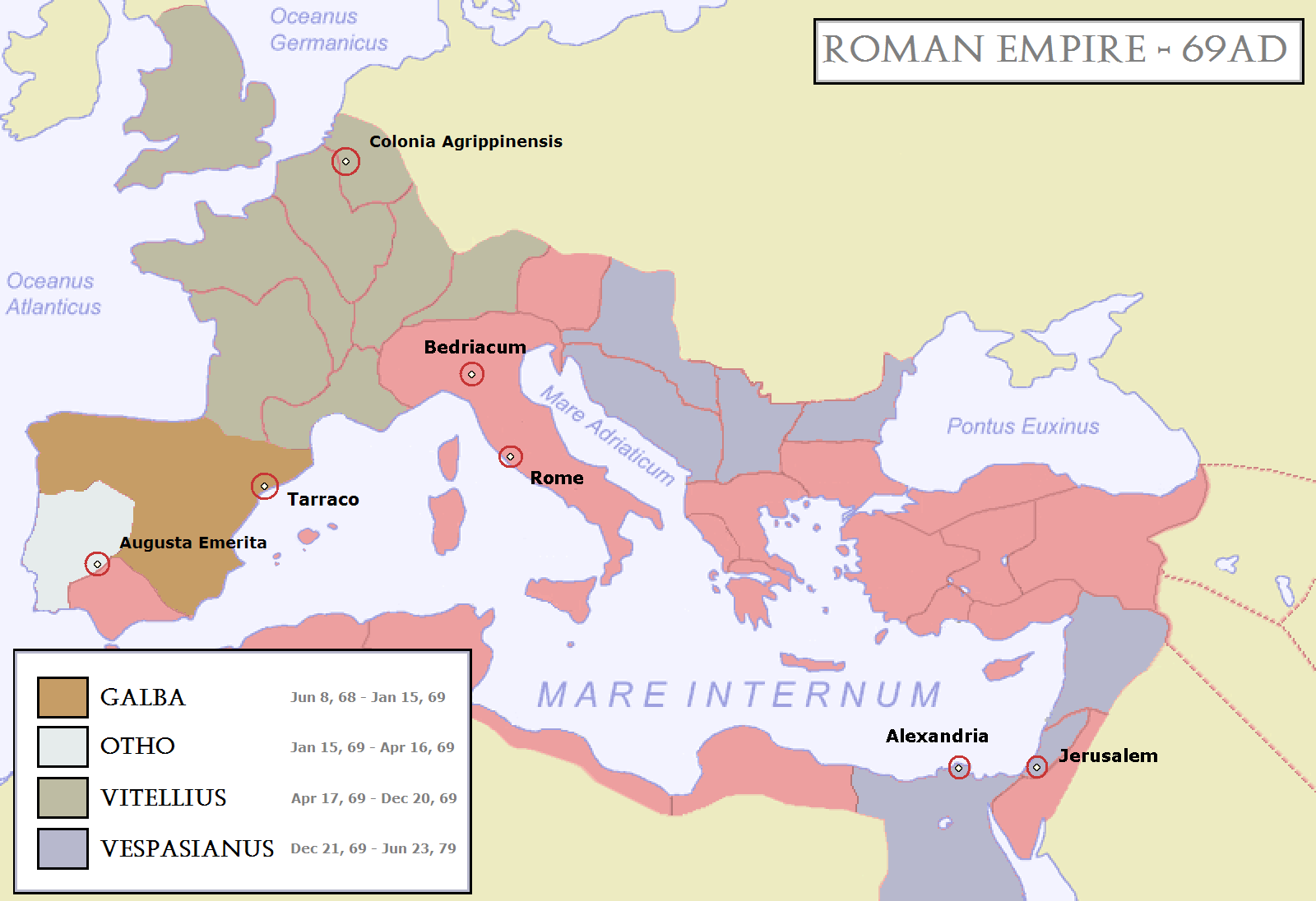
L'Imperi Romà l'any 69 dC

Vitel·li havia arribat amb totes les seves tropes, però li mancaven reforços a la rereguarda: no podia reunir més tropes de la Gàl·lia o de Germània sense abandonar les fronteres, les legions de Britànnia quedaven massa llunyanes i no quedaven soldats de reserva a Hispània. A més, no li quedaven subministraments ni gra i gran part dels seus soldats, d'origen germànic, no estaven acostumats a la calor i al clima de l'estiu italià. Les tropes d'Otó, per la seva part, tenien prou subministraments i tropes fresques a les regions de Pannònia, Mèsia, Dalmàcia i a les províncies d'orient, a més del suport i les riqueses de Roma. Per això, el gran general Suetoni Paulí creia que havien d'evitar la batalla i esperar l'arribada de l'estiu, però quan Luci Titià es va reunir amb la resta de les tropes d'Otó i es posà al capdavant, la seva primera decisió va ser d'atacar Cremona, contra el consell de Suetoni Paulí i altres generals amb més experiència, com Mari Cels.
Luci també va convèncer el mateix Otó que s'establís a Brixèl·lum per no exposar-se al perill, però aquesta acció va comportar dos gran errors: primer va dividir les forces, ja que part de l'exèrcit (entre ells gran part de la Guàrdia pretoriana) va ser destinat a protegir l'emperador i es van retirar del que seria el camp de batalla, i segon perquè va suposar un cop moral als soldats, que tenien a Otó en gran estima i probablement haurien lluitat amb més entusiasme sota el seu lideratge. El 14 d'Abril les dues forces es van trobar a la Via Postúmia, més a la vora de Cremona que no pas de Bedríacum, amb els homes d'Otó cansats per la llarga marxa.

## Batalla
El dia de la batalla, va córrer el rumor que els soldats de Vitel·li havien decidit canviar de bàndol, i les tropes d'Otó van sortir a trobar-se amistosament amb l'enemic. Quan aquests els van atacar, es va despertar una total confusió entre els homes d'Otó i per tot arreu es temia que estaven sent traïts, quan de sobte els vitel·lians van avançar contra ells en perfecta formació.
La part més cruenta de la batalla va tenir lloc en el xoc entre la Legió I Adiutrix d'Otó i els veterans de la Legió XXI Rapax de Vitel·li. Els homes de l'Adiutrix no havien entrat mai en batalla, ja que el seu origen era naval, però van capturar l'àguila de la XXI, però seguidament el seu oficial en cap, un tal Orfidius Benignus, va morir quan els veterans de Vitel·li van pressionar per recuperar-la. Pel que fa a la resta, la legió XIII va ser derrotada per la Legió V Alaudae i finalment, l'Adiutrix va iniciar la retirada quan els auxiliars batavis de Vitel·li atacaven pel seu flanc. Segons Cassi Dió uns 40.000 homes van perdre la vida en la batalla. Les tropes d'Otó van fugir cap a Bedríacum i es van rendir l'endemà, jurant lleialtat a Vitel·li.

## Fets posteriors
Quan les notícies de la derrota van arribar a Brixèl·lum, les tropes d'Otó el van pressionar per continuar amb la lluita, ja que hi havia reforços en camí, però Otó no va resistir la situació i se suïcidà. Havia estat emperador menys de tres mesos.
Vitel·li va continuar la seva marxa cap a Roma, on va fer una entrada triomfal i el senat el va reconèixer com a emperador.